# Федеральная служба по тарифам
Федеральная служба по тарифам (ФСТ России) — федеральный орган исполнительной власти Российской Федерации, уполномоченный осуществлять правовое регулирование в сфере государственного регулирования цен (тарифов) на товары (услуги) в соответствии с законодательством Российской Федерации и контроль за их применением, за исключением регулирования цен и тарифов, относящегося к полномочиям других федеральных органов исполнительной власти, а также федеральных органов исполнительной власти по регулированию естественных монополий, осуществляющих функции по определению (установлению) цен (тарифов) и осуществлению контроля по вопросам, связанным с определением (установлением) и применением цен (тарифов) в сферах деятельности субъектов естественных монополий.

## История
Служба создана на основании Указа Президента Российской Федерации В. Путина от 9 марта 2004 года № 314 «О системе и структуре федеральных органов исполнительной власти» на основе соответствующих подразделений упраздняемой Федеральной энергетической комиссии Российской Федерации.
Упразднена Указом Президента Российской Федерации В. Путина от 21 июля 2015 года № 373 «О некоторых вопросах государственного управления и контроля в сфере антимонопольного и тарифного регулирования». Согласно Указу, правопреемником упраздняемой Федеральной службы по тарифам, в том числе по обязательствам, возникшим в результате исполнения судебных решений, является Федеральная антимонопольная служба (ФАС России). По сообщению пресс-службы Президента РФ, данным Указом Федеральная служба по тарифам (ФСТ) присоединяется к Федеральной антимонопольной службе (ФАС), а главой объединяемой структуры остаётся Игорь Артемьев, осуществляющий руководство ФАС с марта 2004 года.
ФСТ России являлась самостоятельным федеральным органом исполнительной власти, находилась в ведении Правительства Российской Федерации (подчинялась ему непосредственно).
ФСТ России не имела своих подразделений в регионах Российской Федерации. Вопросы установления регулируемых государством цен и тарифов на региональном уровне относились к компетенции региональных органов исполнительной власти, которые называются по-разному (например, в г. Москве это — Региональная энергетическая комиссия г. Москвы (сокращённо РЭК Москвы), а в Московской области это — Комитет по ценам и тарифам Московской области (сокращённо Мособлкомцен), в некоторых регионах эти органы называются Управлениями (например, в Мурманской области), Министерствами (в Калужской области)).
Руководителем ФСТ России на протяжения всего срока существования службы был Сергей Геннадьевич Новиков.

## Функции и оказываемые государственные услуги
В настоящее время Управлением развития и информационных технологий ФСТ России активно внедряется Единая информационно-аналитическая система ЕИАС ФСТ России, обеспечивающая поддержку функций, закреплённых за ФСТ России. ЕИАС ФСТ России обеспечивает автоматизацию информационного взаимодействия: ФСТ России — Региональная энергетическая комиссия — субъекты регулирования и позволяет осуществлять сбор регулярной отчётности субъектов регулирования, расчёт тарифов на основе действующих методик, анализа полученных данных.
Подключение к ФГИС ЕИАС ФСТ России не требует значительных финансовых затрат. Для подключения к ФГИС ЕИАС требуется приобрести только ЭЦП (электронную цифровую подпись) и располагать подключенным к сети Интернет компьютером.
К сожалению многие путают ФГИС ЕИАС ФСТ России с региональными сегментами ЕИАС, коренное отличие между которыми отличается именно в отсутствии каких-либо платежей (как разовых, так и регулярных) за присоединение к системе. ФГИС ЕИАС ФСТ России совершенно бесплатна и не требуется никаких платежей со стороны организаций. Подключение же к региональным системам ЕИАС (которые создаются региональными властями) зачастую стоит существенных финансовых затрат и регулярных абонентских платежей.
Помимо исполнения основных функций Федеральная служба по тарифам также оказывает две государственные услуги:
- по досудебному рассмотрению споров в сфере регулирования тарифов;
- по рассмотрению разногласий, которые возникают между организациями, осуществляющими регулируемую деятельность, и регулирующими органами.

Несмотря на внешнюю схожесть это принципиально разные услуги, и по этой причине их оказанием занимаются разные структурные подразделения ФСТ России.
Досудебное рассмотрение споров, связанных с государственным регулированием тарифов в сферах:
- теплоснабжения (по всем видам цен (тарифов), установление которых предусмотрено Федеральным законом от 27.07.2010 г. № 190-ФЗ «О теплоснабжении»)
- транспортировки нефти и нефтепродуктов по магистральным трубопроводам;
- транспортировки газа по трубопроводам;
- железнодорожных перевозок;
- услуг в транспортных терминалах, портах и аэропортах;
- услуг общедоступной электросвязи и общедоступной почтовой связи;
- услуг по передаче электрической энергии;
- услуг по оперативно-диспетчерскому управлению в электроэнергетике;
- услуг по передаче тепловой энергии;
- услуг по использованию инфраструктуры внутренних водных путей;
- захоронения радиоактивных отходов;
- водоснабжения и водоотведения;

рассматриваются отделом досудебного урегулирования споров Контрольно-ревизионного управления ФСТ России. Решения о рассмотрении споров принимаются на заседании Контрольной комиссии ФСТ России. Членами Контрольной комиссии являются представители профильных управлений ФСТ России. Как и в случае с информированием о ходе рассмотрения судебного дела, ФСТ России реализовано информирование сторон по досудебным спорам на официальном сайте.
Рассмотрением разногласий занимается Управление по работе с региональными регулирующими органами и рассмотрению разногласий. Также Управление по работе с региональными регулирующими органами и рассмотрению разногласий рассматривает споры, связанные с размером платы за технологическое присоединение к электросетям.
Разногласия рассматриваются только по уже установленным тарифам и только в отношении величины расходов по статьям затрат регулируемых организаций. Также по разногласиям можно оспаривать сбытовую надбавку ГП, на услуги по захоронению ТБО (эти виды тарифов не могут рассматриваться по процедуре досудебного урегулирования споров), но при обращением за рассмотрением разногласий, согласно административному регламенту по рассмотрению разногласий, требуется одновременно с заявлением представить значительное количество обосновывающих материалов.
В отличие от разногласий предметом рассмотрения досудебных споров являются любые требования заявителя к регулирующему органу, в том числе и требование отменить решение об установлении тарифов, признать какую-то величину расходов экономически обоснованными, обязать регулирующий орган совершить какие-либо действия или признать эти действия неправомерными. По этой причине, а также по причине отсутствия в административном регламенте по оказанию этой услуги требований по представлению одновременно с заявлением о рассмотрении спора большого количества дополнительных материалов в последние годы обращение за данной услугой становится все более популярным.
За рассмотрение разногласий взимается государственная пошлина в размере 50 тыс. руб. за каждое оспариваемое решение (это было разъяснено письмом ФСТ России от 20.12.2012 ЕП-10657/14, если оспаривается несколько ставок тарифов, например тарифы по нескольким муниципальным образованиям, то за каждую оспариваемую ставку необходимо заплатить 50 тыс. руб.).
За досудебное рассмотрение споров в сферах теплоснабжения, водоснабжения и водоотведения государственной пошлины не взимается (данная услуга предоставляется бесплатно для заявителей).
За досудебное рассмотрение споров по тарифам естественных монополий вне зависимости от количества требований и оспариваемых решений регулирующего органа взимается пошлина в размере 100 тыс. руб.
При этом, в случае если заявитель по до судебному спору оспаривает тарифы, которые относятся и к тарифам естественных монополий, и к тарифам в сфере теплоснабжения или водоснабжения/водоотведения, то заявитель сам вправе выбрать как назвать своё заявление и от этого будет зависеть необходимо ли оплачивать пошлину или нет.
Например, если оспаривая тарифы на услуги по передаче тепловой энергии заявитель называет своё заявление «заявление о досудебном рассмотрении спора по тарифам естественных монополий», то он обязан оплатить пошлину. А если он то же самое заявление назовет в шапке «заявление о досудебном рассмотрении спора в сфере теплоснабжения», то обязанности оплачивать пошлину у него не возникает.
Особенности процедуры досудебного рассмотрения споров разъяснены Информационным письмом ФСТ России от 23.04.2013 № ДС-3933/4.
По результатам досудебного рассмотрения споров ФСТ России могут приниматься решения об отмене установленных тарифов (в случае если такие решения были приняты региональными регулирующими органами с превышением своих полномочий), а также инициироваться вопросы возбуждения административных дел по привлечению к ответственности лиц, виновных в нарушении законодательства о государственном регулировании тарифов.
Заявление о разногласиях принимается ФСТ России к рассмотрению по сути только в том случае, если оно подано не позднее 30 рабочих дней с даты установления оспариваемых тарифов.
Заявление о рассмотрении досудебного спора по тарифам естественных монополий и тарифам на водоснабжение/водоотведение можно подать в течение 3-х месяцев с даты, когда заявитель узнал о нарушении своих прав, а по тарифам в сфере теплоснабжения в любое время (срок не установлен законодательно).
Для рассмотрения разногласий в ФСТ России необходимо сразу представить значительный пакет обосновывающих материалов, полный перечень которых приведен в приложениях к административным регламентам, в соответствии с которыми рассматриваются разногласия.
Досудебное рассмотрение споров начинается только лишь на основании поданного в ФСТ России заявления о досудебное рассмотрении спора, а вся необходимая информация для рассмотрения получается ФСТ России самостоятельно.
Таким образом, рассмотрение «разногласий» и «досудебное рассмотрение споров» являются разными функциями ФСТ России, их исполнением занимаются разные структурные подразделения, и не следует их путать между собой.
В рамках своих полномочий ФСТ России вправе выдавать органам исполнительной власти и регулируемым организациям обязательные для исполнения предписания, а также рассматривать вопросы наложения административных штрафов за нарушение законодательства о государственном регулировании тарифов. Функции по рассмотрению подобных вопросов возложены на Контрольно-ревизионное управление.

## Структура
В настоящее время в ФСТ России функционируют следующие управления:
- Управление регулирования электроэнергетической отрасли;
- Управление регулирования в сфере жилищно-коммунального комплекса;
- Управление регулирования газовой и нефтяной отраслей;
- Управление регулирования транспорта;
- Управление по регулированию цен в промышленности и социальной сфере (создано путём преобразования Управления по регулированию цен на продукцию оборонного комплекса и социально-значимые товары и услуги в 2014 году);
- Управление по регулированию цен на продукцию по государственному оборонному заказу (создано путём преобразования Управления по регулированию цен на продукцию оборонного комплекса и социально-значимые товары и услуги в 2014 году) ;
- Управление по регулированию деятельности естественных монополий в области связи;
- Контрольно-ревизионное управление;
- Юридическое управление;
- Управление международного сотрудничества и внешних связей (создано в 2013 году);
- Управление по работе с региональными регулирующими органами и рассмотрению разногласий (до 17 января 2012 года — Управление регионального мониторинга);
- Управление планирования и экономического анализа;
- Управление делами;
- Отдел (управление)государственной службы и кадров.

Управление информационного развития и технологий было упразднено с передачей функций созданному ФБУ «Информационно-технический центр ФСТ России», которое продолжает заниматься развитием ФГИС «ЕИАС ФСТ России»